# Alison Peek
Alison Peek, född den 12 oktober 1969 i Adelaide, Australien, är en australisk landhockeyspelare.
Hon tog OS-guld i damernas landhockeyturnering i samband med de olympiska landhockeytävlingarna 2000 i Sydney.